# Second Winter
Second Winter je studiové album amerického bluesového kytaristy Johnny Wintera, poprvé vydané v roce 1969. Na albu se podílí i jeho mladší bratr Edgar Winter.

## Seznam skladeb

### Strana 1
1. "Memory Pain" (Percy Mayfield) – 5:34
2. "I'm Not Sure" (Johnny Winter) – 5:23
3. "The Good Love" (Dennis Collins) – 4:43

### Strana 2
1. "Slippin' and Slidin'" (Eddie Bocage, Albert Collins, Little Richard, James Smith) – 2:47
2. "Miss Ann" (Enotris Johnson, Little Richard) – 3:41
3. "Johnny B. Goode" (Chuck Berry) – 2:49
4. "Highway 61 Revisited" (Bob Dylan) – 5:07

### Strana 3
1. "I Love Everybody" (Johnny Winter) – 3:43
2. "Hustled Down in Texas" (Johnny Winter) – 3:32
3. "I Hate Everybody" (Johnny Winter) – 2:33
4. "Fast Life Rider" (Johnny Winter) – 7:00

## Sestava
- Johnny Winter – kytara, mandolína, zpěv
- Edgar Winter – klávesy, altsaxofon, zpěv
- Uncle John Turner – perkuse
- Tommy Shannon – baskytara
- Dennis Collins – baskytara